# Santa Helena de Queixàs
Santa Helena és un oratori del terme comunal rossellonès de Queixàs, als Aspres (Catalunya Nord).
Està situada en el sector més occidental del terme comunal al qual pertany, a damunt mateix del termenal amb Prunet i Bellpuig, dalt del Mont Helena.